# 阿埃茨
阿埃茨（法語：Ahetze，法語發音：[aɛts]）是法国大西洋比利牛斯省的一个市镇，属于巴约讷区。

## 地理
阿埃茨（43°24'21"N, 1°34'16"W）面积10.56 平方千米，位于法国新阿基坦大区大西洋比利牛斯省，该省份为法国东南部省份，涵盖了贝阿恩与北巴斯克，西临大西洋比斯開灣，北至朗德省，东北接热尔省，东临上比利牛斯省，南与西班牙接壤。
与阿埃茨接壤的市镇（或旧市镇、城区）包括：阿尔博讷、阿尔康格、比达尔、圣让德吕兹、尼韦勒河畔圣佩。
阿埃茨的时区为UTC+01:00、UTC+02:00（夏令时）。

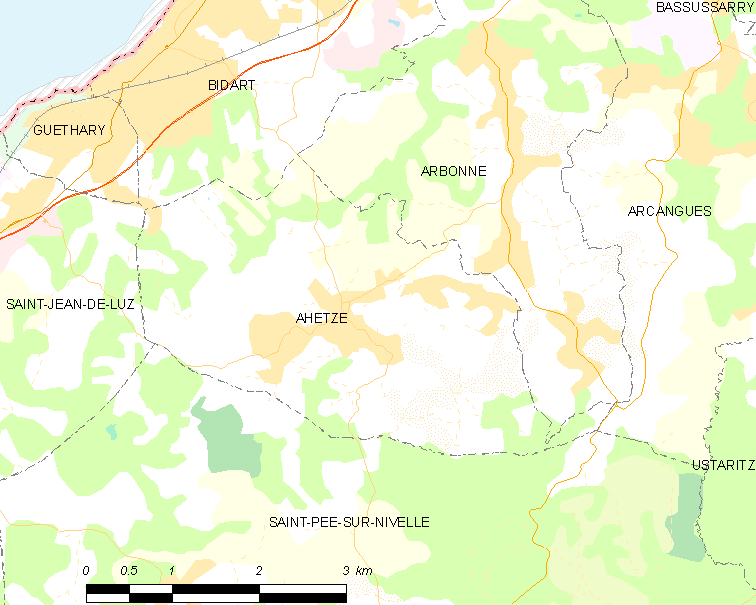
阿埃茨的OSM定位图

## 行政
阿埃茨的邮政编码为64210，INSEE市镇编码为64009。

## 政治
阿埃茨所属的省级选区为于斯塔里茨-尼夫河与尼韦勒河谷县。

## 人口

1962-2008年间阿埃茨人口变化图示

阿埃茨于2022年1月1日时的人口数量为2070人。